# British Superbike Championship
Il British Superbike Championship è il principale campionato motociclistico nel Regno Unito.
Il campionato, anche noto con la sigla BSB, è organizzato dalla MCRCB-Events. I diritti televisivi e commerciali sono gestiti dalla DORNA UK Limited, facente parte dalla DORNA Sports group, società che detiene i diritti anche per la MotoGP.
Il direttore di gara delle corse nonché responsabile dell'intero campionato è Stuart Higgs. I commissari di percorso vengono forniti dalla Racesafe Marshals Association.
Alcuni piloti che hanno partecipato al BSB sono poi approdati al Campionato Mondiale Superbike o alla MotoGP, tra questi, Troy Bayliss (2001, 2006 e 2008), Neil Hodgson (2003) e James Toseland (2004 e 2007), sono diventati campioni del mondo Superbike.
Nel 2005, il campionato è stato vinto dal pilota spagnolo Gregorio Lavilla su Ducati 999 F04 gommata Dunlop, davanti alle Honda CBR 1000RR gommate Michelin guidate dal giapponese Ryūichi Kiyonari e dal britannico Michael Rutter. Il campionato marche è stato vinto dalla Honda.
Il campione in carica 2004 John Reynolds è stato costretto al ritiro a causa di un incidente ad inizio stagione. Reynolds aveva vinto anche i campionati 1992 e 2001.

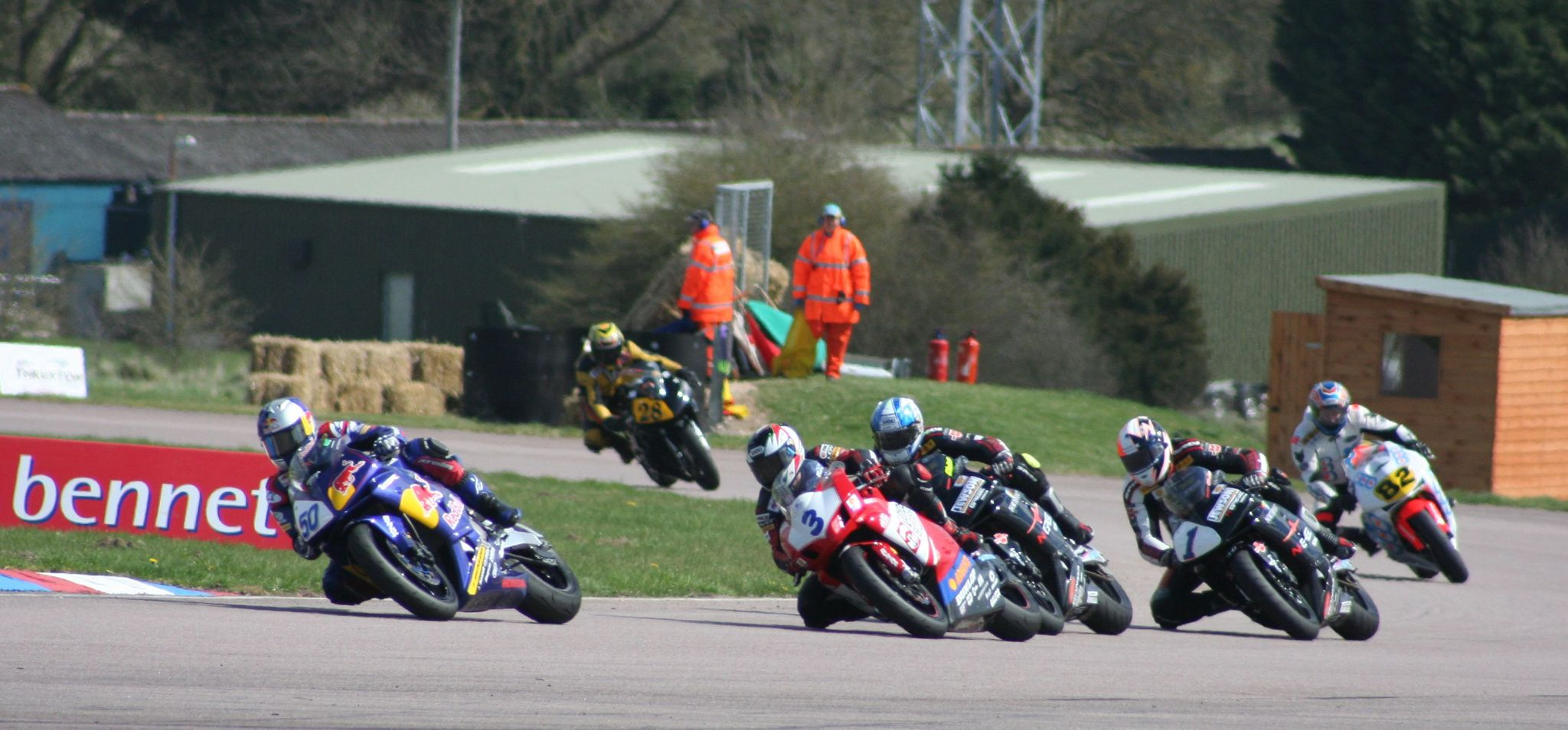
Una fase di gara a Thruxton nel 2006.

Il campionato 2006, disputato su 12 delle 13 gare previste (la data di Mondello Park è stata annullata per pioggia), è stato vinto dal pilota giapponese Ryūichi Kiyonari su Honda CBR 1000RR gommata Michelin. Secondo, si è classificato Leon Haslam e terzo Gregorio Lavilla, entrambe su Ducati 999 F06 gommata Dunlop. Il Campionato costruttori è stato vinto dalla Ducati. 
L'ultima gara del campionato, a Brands Hatch, è stata vista da un milione e mezzo di telespettatori.

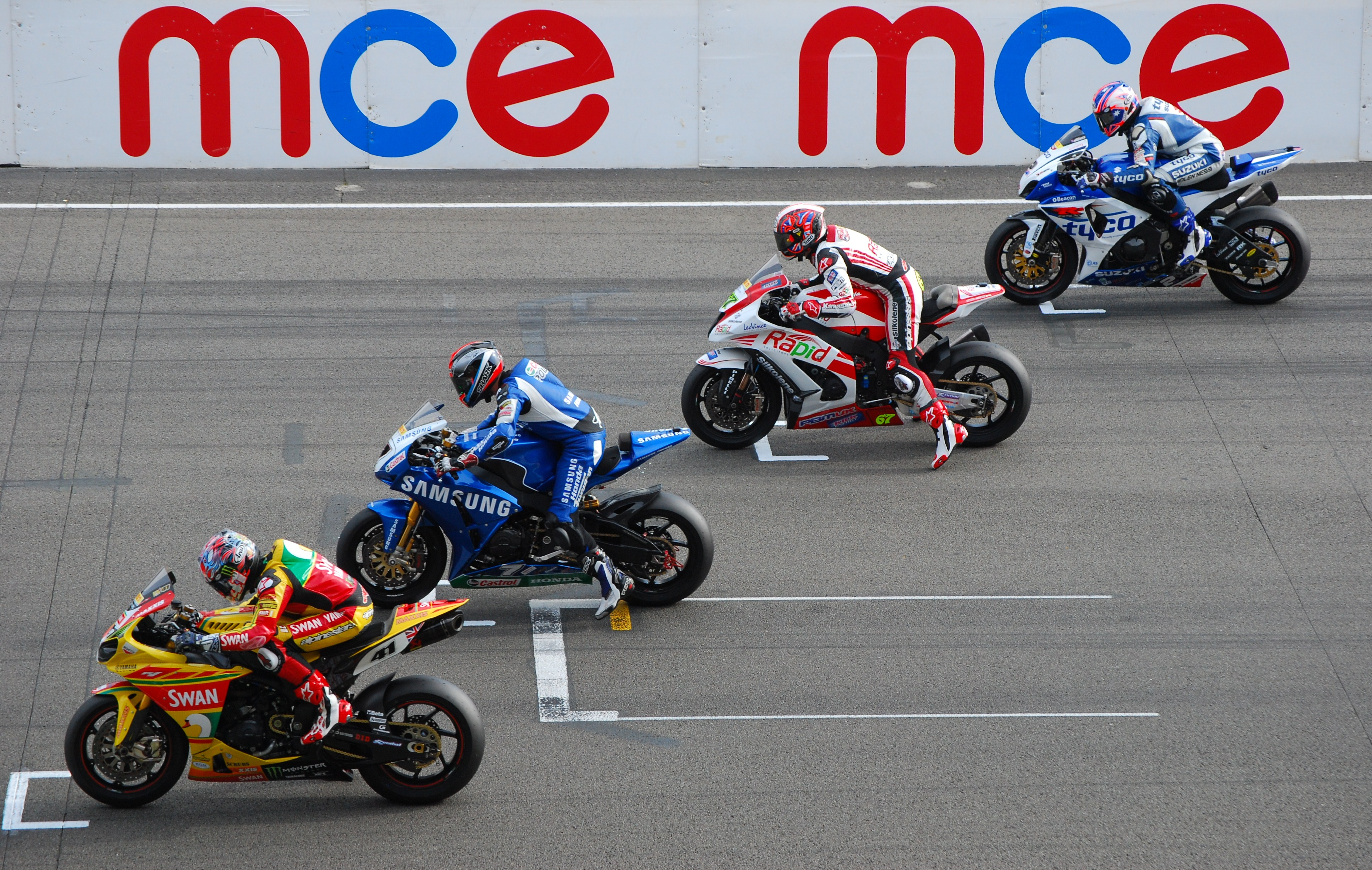
La griglia di partenza ad Assen nel 2012.

Nel 2007 il BSB si è disputato su 13 gare, compreso un unico appuntamento fuori dall'Inghilterra a Mondello Park in Irlanda. La vittoria finale è andata a Ryūichi Kiyonari su Honda CBR 1000RR gommata Michelin davanti al compagno di squadra Jonathan Rea ed a Leon Haslam su Ducati 999 F06 gommata Dunlop. Il campionato marche è stato vinto dalla Honda.
Le gare sono state trasmesse in diretta da ITV e Sky Sports.
Dal 2008, sulla falsariga di quanto già fatto nel 2004 nel Mondiale Superbike, viene introdotto il monogomma e come per il campionato del mondo, il fornitore unico è la Pirelli. 
Il campionato si è svolto in 12 eventi il primo dei quali, Brands Hatch, è stato posticipato dopo la seconda gara di Oulton Park a causa della neve. 
La vittoria finale è andata a Shane Byrne sulla debuttante Ducati 1098 RS, secondo si è classificato Leon Haslam su Honda CBR 1000RR mentre il terzo posto è andato a Cal Crutchlow sempre su Honda CBR 1000RR. Il campionato marche è stato vinto dalla Ducati. Nel 2008 le gare sono state trasmesse, sia nel Regno Unito che in Europa continentale, da Eurosport 2.
Orfano dei primi tre classificati del 2008, il 2009 si è aperto con la gara di Brands Hatch il fine settimana di Pasqua (11-13 aprile). La principale novità è stato il passaggio del Team campione in carica, GSE Racing, alla Yamaha.
A partire dal 2010 per impedire stagioni di dominio assoluto (come nel 2009 con Leon Camier) e con campionati conclusi in largo anticipo, il promotore dell'evento diede vita allo "Showdown". I 6 migliori piloti in classifica al termine delle prime 9 prove vengono automaticamente portati in parità a 500 punti ciascuno, a questi vanno aggiunti i "Podium Credits", guadagnati fino alla terza gara della nona prova, che sono: 5 punti per ogni vittoria, 3 punti per il 2º posto e 1 punto per il 3º posto (ad esempio, un pilota qualificatosi per lo Showdown che abbia ottenuto fino a quel momento 3 vittorie, 1 secondo posto e 4 terzi posti, inizia la seconda fase della stagione con 522 punti). I piloti rimasti esclusi dallo Showdown concorrono per la Riders'Cup, un premio assegnato al pilota che conclude il campionato al 7º posto della classifica generale.
La copertura televisiva è a cura di British Eurosport. Nella stagione 2018, il campionato era visibile anche in Italia, grazie a un accordo tra Automoto TV, canale 228 di Sky, e il sito web corsedimoto.com.

## Albo d'oro
Dove non indicata la nazionalità si intende pilota britannico.
| Anno | Categoria       | Pilota           | Moto                 | Squadra                          | Note                                                                    |
| ---- | --------------- | ---------------- | -------------------- | -------------------------------- | ----------------------------------------------------------------------- |
| 1988 | 750 cm³ - TT F1 | Darren Dixon     | Suzuki RG 500        | Padgetts Racing                  | Dixon ha continuato nei sidecar, con Andy Hetherington come passeggero. |
| 1989 | Superbike       | Brian Morrison   | Honda VFR750R RC30   | Honda UK Murray Intl             |                                                                         |
| 1990 | 750 cm³ - TT F1 | Terry Rymer      | Yamaha 0W01          | Team Loctite                     |                                                                         |
| 1991 | 750 cm³ - TT F1 | Robert McElnea   | Yamaha 0W01          | Team Loctite                     |                                                                         |
| 1992 | 750 cm³ - TT F1 | John Reynolds    | Kawasaki             | Team Green                       |                                                                         |
| 1993 | Superbike       | James Whitham    | Yamaha YZF750        | Fast Orange                      |                                                                         |
| 1994 | Superbike       | Ian Simpson      | Norton Rotary F1     | Team Crighton                    |                                                                         |
| 1995 | Superbike       | Steve Hislop     | Ducati 916/955       | Devimead                         | Whitham si ritira per un Linfoma di Hodgkin                             |
| 1996 | Superbike       | Niall Mackenzie  | Yamaha YZF750        | Cadbury's Boost                  |                                                                         |
| 1997 | Superbike       | Niall Mackenzie  | Yamaha YZF750        | Cadbury's Boost                  |                                                                         |
| 1998 | Superbike       | Niall Mackenzie  | Yamaha YZF750        | Cadbury's Boost                  | Campione con 387 punti, 6 gare vinte su 24, 1 pole position             |
| 1999 | Superbike       | Troy Bayliss     | Ducati 996           | INS GSE Racing                   | Campione con 394 punti, 7 gare vinte su 24, 6 pole position             |
| 2000 | Superbike       | Neil Hodgson     | Ducati 996           | INS GSE Racing                   | Campione con 422 punti, 7 gare vinte su 24, 5 pole position             |
| 2001 | Superbike       | John Reynolds    | Ducati 996 RS        | Reve Red Bull                    | Campione con 536 punti, 12 gare vinte su 26, 5 pole position            |
| 2002 | Superbike       | Steve Hislop     | Ducati 998 RS        | Paul Bird MonsterMob             | Campione con 452 punti, 8 gare vinte su 26, 5 pole position             |
| 2003 | Superbike       | Shane Byrne      | Ducati 998 F02       | Paul Bird MonsterMob             | Campione con 488 punti, 12 gare vinte su 24, 5 pole position            |
| 2004 | Superbike       | John Reynolds    | Suzuki GSX-R1000     | Crescent Q8 Rizla                | Campione con 446 punti, 6 gare vinte su 26, 2 pole position             |
| 2005 | Superbike       | Gregorio Lavilla | Ducati 999 F04       | Airwaves Ducati - GSE Racing     | Campione con 461 punti, 7 gare vinte su 26, 2 pole position             |
| 2006 | Superbike       | Ryūichi Kiyonari | Honda CBR 1000 RR    | HM Plant HRC                     | Campione con 466 punti, 11 gare vinte su 24, 0 pole position            |
| 2007 | Superbike       | Ryūichi Kiyonari | Honda CBR 1000 RR    | HM Plant HRC                     | Campione con 433 punti, 8 gare vinte su 26, 2 pole position             |
| 2008 | Superbike       | Shane Byrne      | Ducati 1098 RS       | Airwaves Ducati - GSE Racing     | Campione con 474 punti, 10 gare vinte su 24, 6 pole position            |
| 2009 | Superbike       | Leon Camier      | Yamaha YZF-R1        | Airwaves GSE                     | Campione con 549.5 punti, 19 vittorie su 26 gare, 9 pole position       |
| 2010 | Superbike       | Ryūichi Kiyonari | Honda CBR 1000 RR    | HM Plant HRC                     | Campione con 649 punti, 7 vittorie su 26 gare, 5 pole position          |
| 2011 | Superbike       | Tommy Hill       | Yamaha YZF-R1        | Swan Yamaha                      | Campione con 647 punti, 7 vittorie su 24 gare, 9 pole position          |
| 2012 | Superbike       | Shane Byrne      | Kawasaki ZX-10R      | Rapid Solicitors Kawasaki        | Campione con 683 punti, 8 vittorie su 26 gare, 1 pole position          |
| 2013 | Superbike       | Alex Lowes       | Honda CBR 1000 RR    | Samsung Honda                    | Campione con 643 punti, 8 vittorie su 26 gare, 12 pole position         |
| 2014 | Superbike       | Shane Byrne      | Kawasaki ZX-10R      | Rapid Solicitors Kawasaki        | Campione con 682 punti, 10 vittorie su 26 gare, 10 pole position        |
| 2015 | Superbike       | Joshua Brookes   | Yamaha YZF-R1        | Team Milwaukee                   | Campione con 703 punti, 13 vittorie su 26 gare, 12 pole position        |
| 2016 | Superbike       | Shane Byrne      | Ducati 1199 Panigale | Be Wiser Ducati                  | Campione con 669 punti, 9 vittorie su 26 gare, 8 pole position          |
| 2017 | Superbike       | Shane Byrne      | Ducati 1199 Panigale | Be Wiser Ducati                  | Campione con 637 punti, 7 vittorie su 26 gare, 7 pole position          |
| 2018 | Superbike       | Leon Haslam      | Kawasaki ZX10R       | JG Speedfit Bournemouth Kawasaki | Campione con 699 punti, 15 vittorie su 26 gare, 5 pole position         |
| 2019 | Superbike       | Scott Redding    | Ducati Panigale V4 R | Be Wiser Ducati                  | Campione con 697 punti, 11 vittorie su 27 gare, 8 pole position         |
| 2020 | Superbike       | Joshua Brookes   | Ducati Panigale V4 R | VisionTrack Ducati               | Campione con 288 punti, 5 vittorie su 18 gare, 4 pole position          |
| 2021 | Superbike       | Tarran Mackenzie | Yamaha YZF-R1        | McAMS Yamaha                     | Campione con 1202 punti, 10 vittorie su 33 gare, 1 pole position        |
| 2022 | Superbike       | Bradley Ray      | Yamaha YZF-R1        | Rich Energy OMG Racing           | Campione con 1192 punti, 9 vittorie su 33 gare, 11 pole position        |
| 2023 | Superbike       | Tommy Bridewell  | Ducati Panigale V4 R | BeerMonster Ducati               | Campione con 455 punti, 8 vittorie su 33 gare, 11 pole position         |
| 2024 | Superbike       | Kyle Ryde        | Yamaha YZF-R1        | OMG Grilla Yamaha Racing         | Campione con 487 punti, 9 vittorie su 32 gare, 6 pole position          |